# Stagione di college football 2012
La stagione di college football NCAA Division I FBS 2012 negli Stati Uniti organizzata dalla National Collegiate Athletic Association (NCAA) per la Division I Football Bowl Subdivision (FBS), il livello più elevato del football universitario, è iniziata il 30 agosto e la sua stagione regolare si è conclusa il 15 dicembre 2013. La finale si è disputata il 7 gennaio 2013 al Sun Life Stadium di Miami, California.
Gli Alabama Crimson Tide batterono i Notre Dame Fighting nella finalissima, bissando il titolo dell'anno precedente.
Anche se Ohio State fu l'unica delle squadre delle cinque conference principali ("Power 5") a concludere la stagione regolare da imbattuta, era ineleggibile per partecipare alla finale a causa delle sanzioni imposte dalla NCAA in precedenza in quell'anno.

## Classifica finale
| Pos. | College           | Record | Bowl                |
| 1    | Notre Dame        | 12–0   | BCS Championship    |
| 2    | Alabama           | 12–1   | BCS Championship    |
| 3    | Florida           | 11–1   | Sugar               |
| 4    | Oregon            | 11–1   | Fiesta              |
| 5    | Kansas State      | 11–1   | Fiesta              |
| 6    | Stanford          | 11–2   | Rose                |
| 7    | Georgia           | 11–2   | Capital One         |
| 8    | LSU               | 10–2   | Chick-fil-A         |
| 9    | Texas A&M         | 10–2   | Cotton              |
| 10   | South Carolina    | 10–2   | Outback             |
| 11   | Oklahoma          | 10–2   | Cotton              |
| 12   | Florida State     | 11–2   | Orange              |
| 13   | Oregon State      | 9–3    | Alamo               |
| 14   | Clemson           | 10–2   | Chick-fil-A         |
| 15   | Northern Illinois | 12–1   | Orange              |
| 16   | Nebraska          | 10–3   | Capital One         |
| 17   | UCLA              | 9–4    | Holiday             |
| 18   | Michigan          | 8–4    | Outback             |
| 19   | Boise State       | 10–2   | Maaco Las Vegas     |
| 20   | Northwestern      | 9–3    | Gator               |
| 21   | Louisville        | 10–2   | Sugar               |
| 22   | Utah State        | 10–2   | Famous Idaho Potato |
| 23   | Texas             | 8–4    | Alamo               |
| 24   | San Jose State    | 10–2   | Military            |
| 25   | Kent State        | 11–2   | GoDaddy.com         |

- Anche se non entrò nella classifica finale, Wisconsin (8–5) disputò il Rose Bowl in virtù della vittoria della Big Ten Conference.

## Premi e onori

### Heisman Trophy
L'Heisman Trophy è assegnato ogni anno al miglior giocatore.
Classifica finale
| Giocatore        | College           | Ruolo | 1º  | 2º  | 3º  | Totale |
| ---------------- | ----------------- | ----- | --- | --- | --- | ------ |
| Johnny Manziel   | Texas A&M         | QB    | 474 | 252 | 103 | 2.029  |
| Manti Te'o       | Notre Dame        | LB    | 321 | 309 | 126 | 1.706  |
| Collin Klein     | Kansas State      | QB    | 60  | 197 | 320 | 894    |
| Marqise Lee      | USC               | WR    | 19  | 33  | 84  | 207    |
| Braxton Miller   | Ohio State        | QB    | 3   | 29  | 77  | 144    |
| Jadeveon Clowney | South Carolina    | DE    | 4   | 13  | 23  | 61     |
| Jordan Lynch     | Northern Illinois | QB    | 3   | 8   | 27  | 52     |
| Tavon Austin     | West Virginia     | WR    | 6   | 4   | 21  | 47     |
| Kenjon Barner    | Oregon            | RB    | 1   | 12  | 15  | 42     |
| Jarvis Jones     | Georgia           | LB    | 1   | 10  | 18  | 41     |

### Altri premi al miglior giocatore
- Giocatore dell'anno dell'Associated Press: Johnny Manziel
- Maxwell Award (miglior giocatore): Manti Te'o
- SN Player of the Year: Johnny Manziel
- Walter Camp Award (miglior giocatore): Manti Te'o